# Satoshi Koga
Satoshi Koga (Kanagawa, 12 februari 1970) is een voormalig Japans voetballer.

## Carrière
Satoshi Koga speelde tussen 1992 en 2000 voor Kashima Antlers, Brummell Sendai en Sanfrecce Hiroshima.